# Universidade Federal do Recôncavo da Bahia

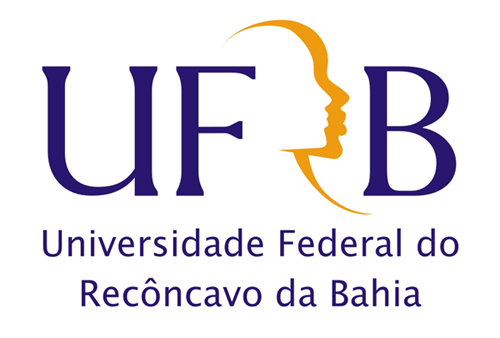
Universidade Federal do Recôncavo da Bahia.

Universidade Federal do Recôncavo da Bahia, också känt som UFRB, är ett universitet och forskningsinstitut beläget i Cruz das Almas i Bahia, Brasilien.
Det grundades 2006.